# Puerto Pilón
Puerto Pilón es un corregimiento del distrito de Colón en la provincia de Colón, República de Panamá. La localidad tiene 16.517 habitantes (2010).
Su nombre se debe a que al ver la cabecera del corregimiento desde una vista aérea, tiene forma de un pilón.

## Historia
Puerto Pilón es un corregimiento del distrito de Colón, de la provincia de Colon Panamá.
Fue fundado en el año 1934.
Entre las familias fundadoras de este corregimiento se encuentran la Familia González, familia Pérez,  Familia Yepes, la Familia Cárdenas, la Familia Antonío, la Familia Garibaldi,la familia Ortiz, la familia Rivas, La Familia Scott, La Familia fruto y la familia Angulo entre otras.

## Comunidades
Se subdivide en pequeñas comunidades llamadas:
- El Río
- Punta Azul
- San Antonio
- Puerto Pilón (centro)
- Río Alejandro
- San Isidro
- Villa Alondra
- Villa Catalina
- Villa Cartagena
- Villa Lomar
- Villa Luisa
- Sierra Llorona
- Río Viejo
- Las quintas de pilón
- Puerto Real

El representante electo hasta el año 2024 es Alexis Murillo Salazar.